# Ісмагіл Акінаде
Ісмагіл Акінаде (англ. Ismahil Akinade; нар. 11 лютого 1994, Ібадан, Нігерія) — нігерійський футболіст, нападник в'єтнамського клубу «Гонлінь Гатінь».

## Життєпис

### «Брей Вондерерз»
Футбольну кар'єру розпочав у «Сент-Патрікс Атлетік» (U-19), під час перебування в клубі потрапив до заявки на один матч першої команди, але на полі так і не з'явився. Після цього перейшов до «Брей Вондерерз», де швидко завоював прихильність вболівальників клубу та отримав нагороду як Найкращий молодий гравець клубу в сезоні 2013 року. У сезоні 2014 року допоміг «Чайкам» зберегти місце в Прем'єр-дивізіоні Ліги Ірландії, але по його завершенні залишив клуб.

### «Богеміан»
По ходу сезону 2015 року підписав контракт з «Богеміан». У новій команді дебютував 6 червня в переможному (2:1) поєдинку проти «Дандолка», в якому також відзначився й першим голом за «Богеміан». У своєму дебютному сезоні в команді відзначився 10-ма голами у 18-ти матчах, завдяки чому був номінований на звання Найкращий молодий гравець року. У жовтні 2015 року погодив з «Богеміан» новий контракт. У 2016 році відзначився 5-ма голами у 18-ти матчах. Наступного року отримав важку травму, через що не грав протягом першої половини сезону. Після повернення на футбольне поле продовжував забивати важливі м'ячі, зокрема в переможному (2:1) поєдинку проти «Шемрок Роверс» на Таллагт та переможний м'яч у ворота «Дандолка» на Орієл Парк.

### «Вотерфорд Юнайтед»
Акінаде залишив «Богеміан» та перейшов до «Вотерфорд Юнайтед» на сезон Прем'єр-дивізіону Ліги Ірландії 2018 року. 17 лютого 2018 року дебютував за нову команду в переможному (2:1) поєдинку проти «Деррі Сіті». 24 червня 2019 року залишив команду за взаємною згодою сторін.

### «Хошимін Сіті»
28 червня 2019 року клуб В.Ліги 1 «Хошимін Сіті» оголосив про підписання Акінаде. Того ж дня він дебютував за новий клуб у матчі проти «В'єттела» у кубку В'єтнаму. Наприкінці сезону відзначився 5-ма голами в 11-ти матчах, при цьому клуб прагнув замінити колишнім нападником «Ліверпуля» Давідом Н'Гогом.

### «Дананг»
У листопаді 2019 року Акінаде підписав 1-річний контракт з представником В.Ліги 1. «Дананг».

## Статистика виступів

### Клубна
Станом на 24 лютого 2020
| Клуб                   | Сезон             | Ліга                           | Ліга  | Ліга | Національний кубок | Національний кубок | Кубок Ліги | Кубок Ліги | Конт. кубок | Конт. кубок | Інші  | Інші | Загалом | Загалом |
| Клуб                   | Сезон             | Дивізіон                       | Матчі | Голи | Матчі              | Голи               | Матчі      | Голи       | Матчі       | Голи        | Матчі | Голи | Матчі   | Голи    |
| ---------------------- | ----------------- | ------------------------------ | ----- | ---- | ------------------ | ------------------ | ---------- | ---------- | ----------- | ----------- | ----- | ---- | ------- | ------- |
| «Сент-Патрікс Атлетік» | 2012              | Прем'єр-дивізіон Ліги Ірландії | 0     | 0    | 0                  | 0                  | 0          | 0          | 0           | 0           | 0     | 0    | 0       | 0       |
| «Брей Вондерерз»       | 2012              | Прем'єр-дивізіон Ліги Ірландії | 5     | 0    | 0                  | 0                  | 0          | 0          | —           | —           | 0     | 0    | 5       | 0       |
| «Брей Вондерерз»       | 2013              | Прем'єр-дивізіон Ліги Ірландії | 31    | 6    | 2                  | 0                  | 1          | 1          | —           | —           | 4     | 3    | 38      | 10      |
| «Брей Вондерерз»       | 2014              | Прем'єр-дивізіон Ліги Ірландії | 28    | 2    | 0                  | 0                  | 2          | 0          | —           | —           | 0     | 0    | 30      | 2       |
| «Брей Вондерерз»       | Загалом           | Загалом                        | 63    | 8    | 2                  | 0                  | 3          | 1          | —           | —           | 4     | 3    | 73      | 12      |
| «Богеміан»             | 2015              | Прем'єр-дивізіон Ліги Ірландії | 19    | 10   | 1                  | 0                  | 0          | 0          | —           | —           | 1     | 0    | 21      | 10      |
| «Богеміан»             | 2016              | Прем'єр-дивізіон Ліги Ірландії | 18    | 5    | 1                  | 0                  | 1          | 0          | —           | —           | 2     | 2    | 22      | 7       |
| «Богеміан»             | 2017              | Прем'єр-дивізіон Ліги Ірландії | 15    | 4    | 1                  | 0                  | 0          | 0          | —           | —           | 0     | 0    | 16      | 4       |
| «Богеміан»             | Загалом           | Загалом                        | 52    | 19   | 3                  | 0                  | 1          | 0          | —           | —           | 3     | 2    | 59      | 21      |
| «Вотерфорд Юнайтед»    | 2018              | Прем'єр-дивізіон Ліги Ірландії | 32    | 5    | 3                  | 0                  | 2          | 1          | —           | —           | 0     | 0    | 37      | 6       |
| «Вотерфорд Юнайтед»    | 2019              | Прем'єр-дивізіон Ліги Ірландії | 17    | 3    | 0                  | 0                  | 2          | 0          | —           | —           | 0     | 0    | 19      | 3       |
| «Вотерфорд Юнайтед»    | Загалом           | Загалом                        | 49    | 8    | 3                  | 0                  | 4          | 1          | —           | —           | 0     | 0    | 56      | 9       |
| «Хошимін Сіті»         | 2019              | В.Ліга 1                       | 10    | 4    | 1                  | 1                  | —          | —          | —           | —           | —     | —    | 11      | 5       |
| Усього за кар'єру      | Усього за кар'єру | Усього за кар'єру              | 174   | 39   | 9                  | 1                  | 8          | 2          | 0           | 0           | 7     | 5    | 199     | 47      |

1. ↑  Матчі в Лізі Європи УЄФА
2. 1 2 3 4 5 6  Матчі в Леністер Сеньйор Кап
3. ↑  2 матчі в плей-оф за збереження місця в Прем'єр-дивізіоні, 2 матчі та 3 голи в Леністер Сеньйор Кап
4. 1 2  Матчі в Мюнстер Сеньйор Кап

## Сексуальне насильство над 14-річною дівчиною
У жовтні 2014 року повідомлялося, що Акінаде та ще двоє людей отримали умовні вироки за сексуальне насильство, здійснене 2010 року над 14-річною дівчиною в Кілдаре.

## Особисте життя
Двоюрідний брат, Фуад Суле, також професіональний футболіст.
У 2017 році через хворобу був відсутній півсезону, в лютому 2017 року йому видалили селезінку й у червні 2018 року він повернувся на футбольне поле.
У квітні 2017 року Акінаде видали наказ про депортацію. У травні 2019 року його апеляція про призупинення депортації була відхилена Високим судом. У червні того ж року Ісмагіл добровільно повернувся до Нігерії.

## Досягнення

### Клубні
«Богеміан»
- Леністер Сеньйор Кап
  -  Володар (1): 2015/16